# Trivago
Trivago è un metamotore di ricerca online tedesca che confronta prezzi di hotel, B&B, ostelli e altri tipi di strutture.
Nato in Germania, appartiene al gruppo Expedia e confronta le tariffe alberghiere di hotel analizzando le fonti web, in particolare le OTA (online travel agencies).
Il sistema fornisce anche informazioni in tempo reale sulla disponibilità delle camere consentendone la prenotazione sui siti esterni collegati. Il portale, disponibile anche in versione tablet e mobile, raccoglie inoltre le opinioni dei clienti su alberghi e attrazioni turistiche.

## Storia
I fondatori del portale di viaggi sono Rolf Schrömgens e Peter Vinnemeier, già creatori del sito Ciao.com, e Malte Siewert proveniente dalla Merrill Lynch. L'idea di trivago fu concepita in Germania nel 2004 e la versione tedesca andò online nel 2005. Negli anni successivi seguirono le altre piattaforme: nel 2007 quella inglese, spagnola, francese, svedese, polacca e quella italiana.
L'approccio spigliato e l'attenzione all'albergatore oltre che al cliente, è stata la mossa vincente di Trivago, rispetto ad altri OTA che invece salvaguardano solamente il cliente a discapito dell'albergo.
Il 15 dicembre 2016 la società si è quotata al Nasdaq di Wall Street, collocando 26 milioni di azioni sull'indice dei titoli tecnologici della Borsa di New York.

## Trivago Hotel Manager
Trivago Hotel Manager è un gestionale attraverso cui gli albergatori gestiscono le prenotazioni e il proprio posizionamento all'interno del portale.

## Osservatorio trivago
L'Osservatorio trivago è una fonte di informazioni turistiche e alberghiere che dati sulle tendenze relative a viaggi e vacanze.

## Trivago Awards
Ogni anno Trivago assegna i Trivago Awards alle strutture ricettive con le migliori recensioni. Il premio viene assegnato in 6 categorie diverse ad altrettanti hotel che  raggiungono la più alta media di recensioni tra i diversi portali su cui Trivago effettua la ricerca.

## tHPI
il tHPI (trivago Hotel Price Index) è un indicatore sintetico della media prezzi corrente delle tariffe hotel.